# Yo! MTV Raps

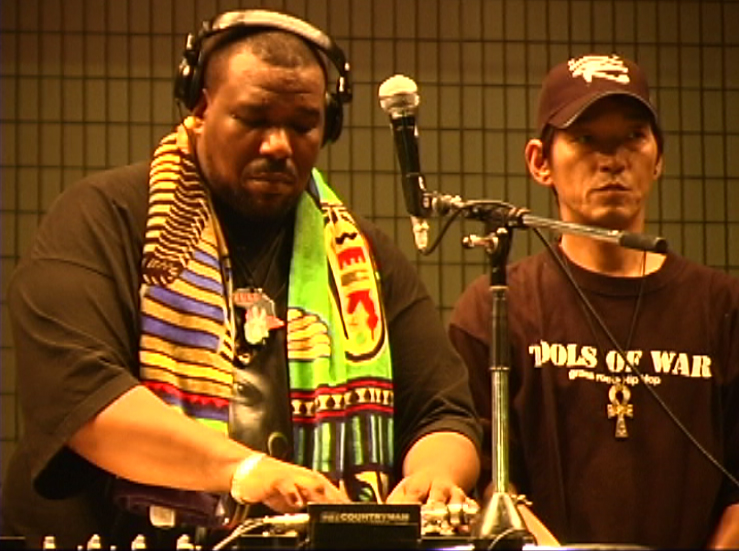
Lance Taylor, mer känd som Afrika Bambaataa, var programmets första gäst.

Yo! MTV Raps var ett hiphopbaserat TV-program som sändes på MTV mellan 1988 och 1995.

## Kulturella referenser
- Ice Cubes låt "It Was a Good Day", på albumet The Predator från 1992, innehåller textraden "Went to Short Dog's house and they were watching Yo! MTV Raps."